# Всеобщая история чувств
«Всеобщая история чувств» — книга, написанная американским поэтом и натуралистом Дианой Акерман. Впервые книга была опубликована в 1990 году. Данная книга представляет собой попытку автора исследовать с точки зрения истории, биологии и антропологии происхождение и эволюцию ощущений, различие их сознательного восприятия в различных культурах и донести до читателя эти знания сквозь призму поэтической прозы.
Три произведения Акерман были названы New York Times бестселлерами: «Век человека» (2014), «Жена смотрителя зоопарка» (2008) и «Всеобщая история чувств» (1990).
Книга была переведена на русский язык и издана в 2018 году.

## Основное содержание

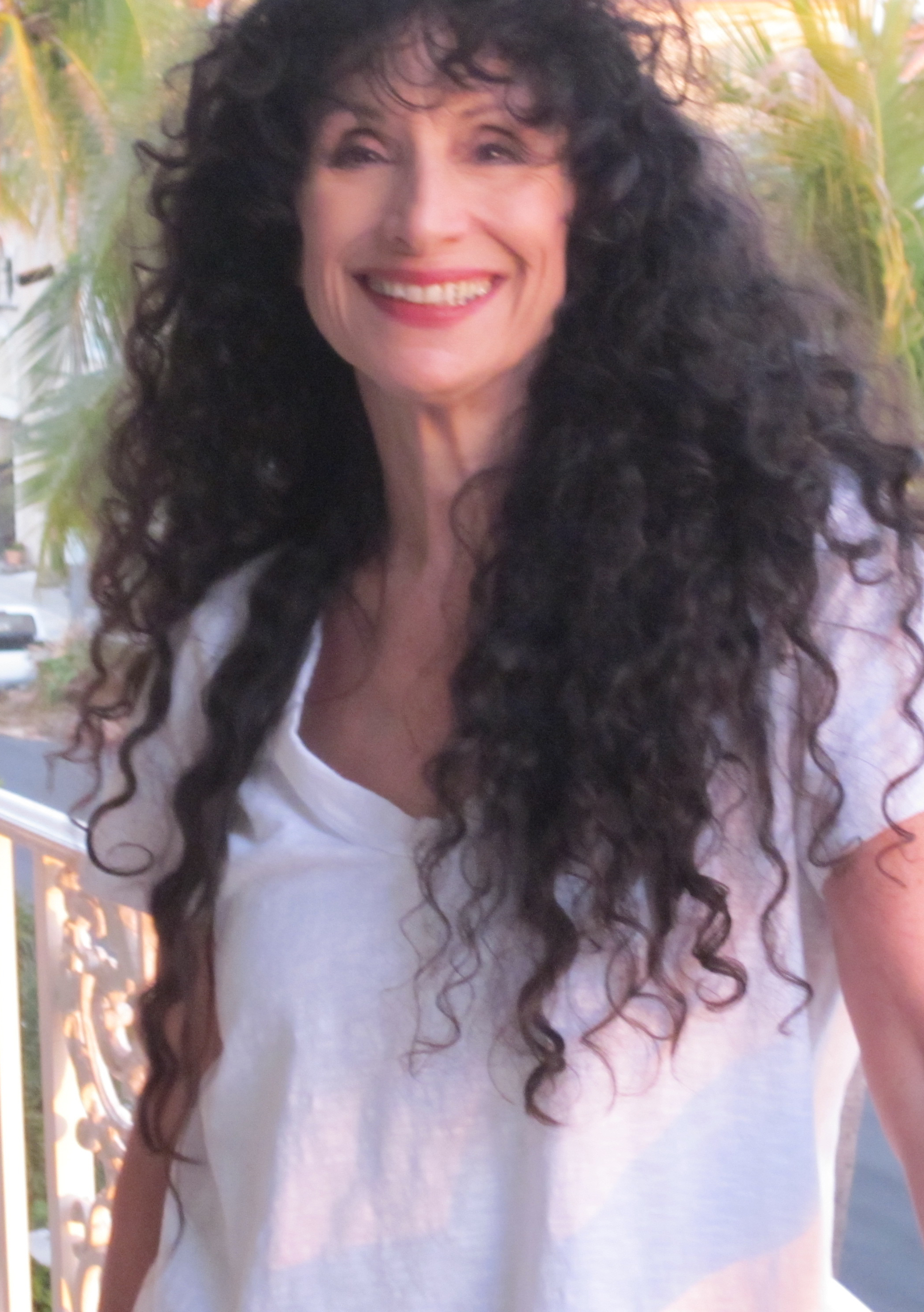
Поэтесса и исследователь Диана Акерман

«Большинство склонно считать, что разум находится в голове. Но новейшие открытия физиологов говорят о том, что на самом деле он не сосредоточен полностью в мозге, а странствует по всему телу с караванами гормонов и ферментов, трудолюбиво осмысляя весь тот сплав чудес, которые мы привыкли называть „осязанием“, „обонянием“, „слухом“, и „зрением“» (Диана Акерман)
Эта книга поэта, натуралиста, исследователя, журналиста Дианы Акерман— поэтическое повествование, в котором автор соединила научные факты с историей и литературой.
Автор предлагает исследовать с точки зрения истории, биологии и антропологии происхождение и эволюцию ощущений, различие их сознательного восприятия в нескольких культурах, ранг каждого из них в системе ощущений, их роль и место в фольклоре и науке. Читателю предлагается вспомнить связанные с ощущениями идиомы, которые мы используем, рассказывая о мире вокруг нас, и попытаться понять их первоначальный, связанный с миром чувств смысл.
Диана Акерман надеется, что у читателя найдётся время для неторопливого погружения в этот необычный мир науки и поэзии, и что её книга принесёт людям радость.
Книга состоит из нескольких глав, в которых автор задаёт вопросы и сама же отвечает на них: «Какова взаимосвязь обоняния и памяти?», «Чем грозит человеку потеря обоняния- аносмия?», «Как парфюмеры узнают, какие ароматы манят?», «Почему музыка трогает нас?», «Связаны ли друг с другом желание обнюхать партнёра и поцелуи?», «Почему нас тянет к шоколаду?», «Почему мы слышим?», «Как воспринимают мир слепые и глухонемые люди?», «Чем отличается зрение человека от зрения животных?» и др.
В главе об обонянии автор освещает феномен феромонов, вопрос о том, контролируют ли они нас, и их роль в различных культурах.
Любознательный читатель найдёт на страницах книги Акерман и некоторые научные факты об ощущениях, например, узнает, что у людей около 10 000 вкусовых рецепторов, а у коров— 25 000. Она в увлекательной форме рассказывает о том, почему листья окрашиваются осенью и почему мы видим их в цвете, почему недоношенные дети набирают вес быстрее и делаются намного жизнеспособнее, если им делать массаж?
В главе, посвящённой осязанию вместе с автором вспоминаем, что через осязание мы получаем очень много информации, ведь остальные ощущения передаются через специальные органы, а осязание как будто повсюду. Прикосновение имеет важное значение в различных культурах, в некоторых оно приветствуется (здесь мы вспоминаем про объятия и поцелуи при встрече в некоторых странах), а в некоторых — нет.
В конце своего «поэтического исследования» Диана Акерман приглашает нас в ещё один завораживающий мир — мир вкусов и звуков. Вкус — чувство наиболее общественное, а пищевые пристрастия народов и социальных слоёв зависят он многих факторов, например, от природных условий и необходимости защитить свой организм от заражения различными инфекциями, пишет она и дополняет свой рассказ конкретными примерами тех стран, где ей посчастливилось побывать и примерами из истории (например, приготовление живого гуся в средневековой Англии).
Писательница призывает прислушаться к музыке, которую играет наша планета Земля, к волшебным звукам, без которых наша жизнь стала бы значительно беднее. В юности человек улавливает широчайший диапазон звуков, с возрастом этот диапазон уменьшается, сожалеет она. Но язык музыки нам понятен в любом уголке мира. Вместе с автором мы вспоминаем, что можем понимать некоторые звуки инстинктивно, даже не зная языка (хныканье, плач, вздохи, радостные возгласы).
Неоценима роль зрения в восприятии и познании человеком окружающего мира. Установлено, что свет, помимо обеспечения зрительного восприятия, воздействует на нервную систему, на психику, напоминает Акерман, следовательно, для хорошего самочувствия необходимо больше света.
В 2015 году книга Акерман «Век человека» получила награду Национальной премии в области книг на открытом воздухе (National Outdoor Book Award) в категории «Литература по естествознанию» и премию Генри Дэвида Торо ПЕН-клуба Новой Англии за сочинения о природе. В 2012 году она стала финалистом Пулитцеровской премии и Национальной премии кружка книжных критиков за «100 имён любви». За «Жену смотрителя зоопарка» она получила Книжную премию Орион (2008). Она является научным сотрудником Нью-Йоркского гуманитарного института.

## Об авторе
Диана Акерман (Diane Ackerman) родилась в 1948 году в городе Уокиган, в США. Получила степень бакалавра по английскому языку в Университете штата Пенсильвания, а магистерскую и докторскую диссертации защитила в Корнеллском университете в 1978 году. Затем Акерман преподавала Питтсбургском, Корнеллском университетах, Вашингтонском университете в Сент-Луисе и др. Участвовала во многих экспедициях по всему миру, изучала различных насекомых, животных.
Автор нескольких художественных и научно-популярных книг. Три её произведения — «Эпоха человека» (The Human Age, 2014), «Жена смотрителя зоопарка» (The Zookeeper’s Wife, 2008) и «Естественная история чувств» (A Natural History of the Senses, 1990) — стали бестселлерами The New York Times.
Всего несколько лет назад Диана Акерман считалась малоизвестным в России автором.

## Отзывы
Американская поэтесса и писатель Максин Кумин: 
«Удачливая Дайана Акерман, искательница приключений! Она поэт и учёный в одном лице, поднимая странные истины и простые факты до такого уровня удивления, который заставляет нас жадно переходить к следующей странице и следующей. Эта книга — восхитительное путешествие».

Уолтер Абиш, американский писатель: 
«В этом увлекательном исследовании, в этом в высшей степени интеллектуальном» отображении чувств Дайане Акерман удалось тонко обогатить восприятие того, что в нашей повседневной жизни является самым сокровенным и, в то же время, самым неуловимым из элементов. Чтение «Всеобщей истории чувств» было настоящим удовольствием".